# Campeonato Paulista de Futebol de 1994
O Campeonato Paulista de Futebol de 1994, também conhecido como Série A1 do Campeonato Paulista de Futebol de 1994, foi a 54.ª edição da principal divisão do futebol de São Paulo organizado pela Federação Paulista de Futebol (FPF). Teve o Palmeiras como campeão e o São Paulo como o vice-campeão. Mogi Mirim, Santo André e Ituano foram rebaixados para a Série A2 da temporada seguinte. Evair, do Palmeiras, foi o maior goleador do torneio, com 23 gols.
O campeonato foi disputado em pontos corridos em turno e returno. Cada equipe realizou 30 jogos. A equipe de Vanderlei Luxemburgo, que chegou ao bicampeonato, conquistou 47 pontos (20 vitórias, 7 empates, 3 derrotas). Marcou 63 gols e sofreu apenas 22. O campeão e o vice ganhavam vaga para a Copa do Brasil do ano seguinte. E os 6 primeiros colocados, juntamente com os campeões da 2ª e da 3ª divisão do Campeonato Paulista, ganharam vaga para participar ainda em 1994 da Copa Bandeirantes, cujo campeão também teria direito a disputar a Copa do Brasil de 1995.

## Participantes
O Campeonato Paulista da Primeira Divisão de 1994 foi remodelado e formado por apenas dezesseis clubes, disputado em turno e returno, tendo sido denominado Campeonato Paulista de Futebol - Série A1. Foi composto pelas doze equipes melhor classificadas no Módulo Verde do Campeonato Paulista de Futebol de 1993 e pelas quatro melhores equipes do Módulo Amarelo: Novorizontino, Ferroviária, América e Santo André. Desse modo, em 1993 foram rebaixadas catorze equipes e não houve promoção.

## Campanha do Campeão
- 26/01 - Ferroviária 0 X 2 Palmeiras
- 27/01 - Bragantino 2 X 2 Palmeiras
- 02/02 - Palmeiras 5 X 0 Ponte Preta
- 06/02 - Ituano 1 X 6 Palmeiras
- 10/02 - Palmeiras 1 X 1 União São João
- 12/03 - Palmeiras 4 X 0 Portuguesa
- 16/02 - América 0 X 0 Palmeiras
- 19/02 - Guarani 0 X 2 Palmeiras
- 23/03 - Palmeiras 2 X 0 Novorizontino
- 27/02 - Palmeiras 1 X 2 São Paulo
- 04/03 - Mogi Mirim 0 X 1 Palmeiras
- 06/03 - Santos 1 X 4 Palmeiras
- 11/03 - Palmeiras 2 X 0 Santo André
- 13/03 - Corinthians 2 X 0 Palmeiras
- 15/03 - Palmeiras 1 X 1 Rio Branco
- 20/03 - Rio Branco 1 X 2 Palmeiras
- 27/03 - Ponte Preta 2 X 1 Palmeiras
- 01/04 - Palmeiras 4 X 2 Guarani
- 03/04 - Palmeiras 1 X 1 Santos
- 05/04 - União São João 0 X 2 Palmeiras
- 10/04 - Portuguesa 0 X 0 Palmeiras
- 12/04 - Palmeiras 6 X 0 Bragantino
- 14/04 - Palmeiras 2 X 1 Ferroviária
- 17/04 - Palmeiras 1 X 0 América
- 23/04 - Novorizontino 1 X 1 Palmeiras
- 01/05 - São Paulo 2 X 3 Palmeiras
- 06/05 - Palmeiras 3 X 2 Mogi Mirim
- 08/05 - Palmeiras 1 X 0 Ituano
- 12/05 - Santo André 0 X 1 Palmeiras (campeão)
- 15/05 - Palmeiras 2 X 1 Corinthians

## O título
Na penúltima rodada do campeonato, o Palmeiras precisava de apenas um ponto para ficar com a taça e sagrou-se campeão ao vencer o Santo André por 1 a 0.
Foi o primeiro bicampeonato paulista seguido do clube após abandonar o nome Palestra Itália, em 1942.

## O jogo do título[5]
| 12 de maio de 1994 | Santo André | 0 — 1 | Palmeiras | Bruno José Daniel, Santo André, em São Paulo |
|                    |             | Ficha | Evair 18' | Público: 10,839 Árbitro: Renato Marsiglia    |

| G              | 1  | Sílvio       |                 |
| LD             | 2  | Marcão       |                 |
| Z              | 3  | Agnaldo      |                 |
| Z              | 4  | Correia      |                 |
| LE             | 6  | Cipó         |                 |
| V              | 8  | Marquinhos   |                 |
| M              | 5  | Candeias     |                 |
| M              | 11 | Rizza        |                 |
| A              | 7  | Marcos Paulo | Substituído     |
| A              | 9  | Claudinho    |                 |
| A              | 10 | Jorginho     |                 |
| Substituições: |    |              |                 |
| A              | 16 | Zinho        | Entrou em campo |
| Treinador:     |    |              |                 |
| Jair Picerni   |    |              |                 |

| G                    | 1  | Fernández      |                 |
| LD                   | 2  | Cláudio        |                 |
| Z                    | 3  | Tonhão         | Substituído     |
| Z                    | 4  | Ricardo        | Substituído     |
| LE                   | 6  | Roberto Carlos |                 |
| V                    | 5  | César Sampaio  |                 |
| V                    | 8  | Mazinho        |                 |
| M                    | 10 | Rincón         |                 |
| A                    | 11 | Zinho          |                 |
| A                    | 7  | Edílson        |                 |
| A                    | 9  | Evair          |                 |
| Substituições:       |    |                |                 |
| Z                    |    | Alexandre Rosa | Entrou em campo |
| V                    | 14 | Amaral         | Entrou em campo |
| Treinador:           |    |                |                 |
| Vanderlei Luxemburgo |    |                |                 |

## Classificação final
| |     | Equipes 1994   | PG | J  | V  | E  | D  | GP | GC | SG  | %  |
| --- | --- | -------------- | -- | -- | -- | -- | -- | -- | -- | --- | -- |
| | 1.  | Palmeiras      | 47 | 30 | 20 | 7  | 3  | 63 | 22 | 41  | 78 |
| | 2.  | São Paulo      | 41 | 30 | 16 | 9  | 5  | 66 | 38 | 28  | 68 |
| | 3.  | Corinthians    | 41 | 30 | 16 | 9  | 5  | 59 | 34 | 25  | 68 |
| | 4.  | Santos         | 34 | 30 | 11 | 12 | 7  | 37 | 34 | 3   | 57 |
| Promovido do Grupo II (Série A2) de 1993 | 5.  | América-SP     | 30 | 30 | 12 | 6  | 12 | 32 | 32 | 0   | 50 |
| Promovido do Grupo II (Série A2) de 1993 | 6.  | Novorizontino  | 29 | 30 | 8  | 13 | 9  | 35 | 37 | -2  | 48 |
| | 7.  | Rio Branco-SP  | 28 | 30 | 10 | 8  | 12 | 35 | 37 | -2  | 47 |
| | 8.  | Portuguesa     | 28 | 30 | 9  | 10 | 11 | 40 | 49 | -9  | 47 |
| | 9.  | União São João | 28 | 30 | 8  | 12 | 10 | 40 | 40 | 0   | 47 |
| | 10. | Guarani        | 27 | 30 | 8  | 11 | 11 | 47 | 46 | 1   | 45 |
| | 11. | Bragantino     | 27 | 30 | 8  | 11 | 11 | 26 | 39 | -13 | 45 |
| Promovida do Grupo II (Série A2) de 1993 | 12. | Ferroviária    | 26 | 30 | 10 | 6  | 14 | 34 | 50 | -16 | 43 |
| | 13. | Ponte Preta    | 26 | 30 | 8  | 10 | 12 | 37 | 44 | -7  | 43 |
| | 14. | Mogi Mirim     | 26 | 30 | 8  | 10 | 12 | 37 | 46 | -9  | 43 |
| Promovido do Grupo II (Série A2) de 1993 | 15. | Santo André    | 23 | 30 | 8  | 7  | 15 | 27 | 42 | -15 | 38 |
| | 16. | Ituano         | 19 | 30 | 5  | 9  | 16 | 21 | 46 | -25 | 32 |
| OBS.: Até 1994 cada vitória valia 2 pontos. O atual sistema de pontuação entrou em vigor por determinação da FIFA a partir de 1995. PG – Pontos ganhos; J – Jogos; V - Vitórias; E - Empates; D - Derrotas; GP – Gols pró; GC – Gols contra; SG – Saldo de gols; % - Aproveitamento. |     |                |    |    |    |    |    |    |    |     |    |

|  |  |                               |
|  |  | Campeão                       |
|  |  | Rebaixados à Série A2 de 1995 |

## Premiação
| Campeão Paulista de 1994 |
| ------------------------ |
| PALMEIRAS (20.º título)  |